# Ada Wong
Ada Wong is een personage uit de computerspelserie Resident Evil.

## Beschrijving
Tijdens de ontwikkeling van het spel Resident Evil 2 was Ada Wong aanvankelijk nog een onderzoekster bij Umbrella. Ze droeg toen de naam Linda en had een vrij passieve rol. Bij het uitbrengen van Resident Evil 2 hadden de ontwikkelaars het personage omgevormd tot Ada Wong, een spionne voor 'The Organization' met als opdracht het G-virus en Las Plagas te stelen. Ze is in dit spel herkenbaar aan haar rode jurk en naaldhakken. Hoewel ze in dit spel kwam te overlijden, verscheen ze opnieuw in Resident Evil 4. Ook in Resident Evil 6 speelt Ada Wong een rol.
In de remake van Resident Evil 2 in 2019 werd Wong opnieuw opgevoerd, maar dit keer in een beige regenjas. Volgens de makers was dat realistischer en geloofwaardiger dan een spionne in een rode jurk.
Ada Wong verscheen tevens in films als Resident Evil: Retribution (2012) en Resident Evil: Welcome to Raccoon City (2021). In het eerste seizoen van de Netflixserie Resident Evil (2022) speelt Ada Wong geen rol, maar in de laatste aflevering verschijnt haar naam op een briefje, met de opdracht om naar haar op zoek te gaan.

### Rol binnen het spel
In de spellen Resident Evil 2 en Resident Evil 4 is nog onduidelijk welke rol Ada Wong precies heeft binnen het verhaal. Voor de spelers zijn haar motieven niet helder en men weet niet of Wong nu een vriend of een vijand is. In Resident Evil 5 speelt Ada Wong niet mee, maar het wordt wel duidelijk dat haar acties in de voorgaande twee spellen gevolgen hebben: de twee virussen zijn dankzij haar nu in handen van wetenschapper Albert Wesker, met ernstige uitbraken tot gevolg.
In Resident Evil 6 verschijnt Ada Wong opnieuw. In dit spel ontdekt zij dat iemand anders zich als haar voordoet. Die persoon veroorzaakt veel schade, en Wong wordt daar dus onterecht voor verantwoordelijk gehouden. Het blijkt te gaan om Carla Radames, die opzettelijk is geïnfecteerd met het C-virus en daardoor is veranderd in een kloon van Wong en ook daadwerkelijk denkt dat ze Ada Wong is.
Ada Wong heeft in de gehele franchise een relatief kleine rol. Haar grootste inbreng is in Resident Evil 6. Desondanks is het een van de populairste personages.

## Steminspraak
De stem van Wong is in de spelreeks door meerdere stemactrices ingesproken, waaronder Sally Cahill, Megan Hollingshead, Courtenay Taylor, Shannon Chan-Kent, Jolene Andersen, Vicky Psarakis, Lily Gao en Sam Slade. De Japanse steminspraak werd gedaan door Yuko Mizutani, Junko Minagawa, Maya Okamoto en Rie Tanaka.